# معية غوث المهاجرين العبرانيين
الجمعية العبرية لمساعدة المهاجرين ) HIAS هي منظمة يهودية أمريكية غير ربحية تقدم المساعدات الإنسانية والمساعدات للاجئين. تأسست في 27 نوفمبر 1881، في الأصل لمساعدة عدد كبير من المهاجرين اليهود الروس إلى الولايات المتحدة.
في عام 1975، طلبت وزارة الخارجية الأمريكية من جمعية HIAS المساعدة في إعادة توطين 3600 لاجئ فيتنامي .  ومنذ ذلك الوقت، تواصل المنظمة تقديم الدعم للاجئين من جميع الجنسيات والأديان والأصول العرقية. تدعم المنظمة الأشخاص الذين يُعتقد أن حياتهم وحريتهم معرضة للخطر بسبب الحرب أو الاضطهاد أو العنف.
لدى HIAS مكاتب في الولايات المتحدة وأمريكا اللاتينية وأوروبا وأفريقيا والشرق الأوسط.

## تاريخ
تأسست الجمعية العبرية لمساعدة المهاجرين في 27 نوفمبر 1881، في الأصل لمساعدة عدد كبير من المهاجرين اليهود الروس إلى الولايات المتحدة.  كان جي هاروود مينكين أول رئيس لها.  اندمجت المنظمة مع جمعية بيوت الإيواء العبرية، التي تأسست في نيويورك في وقت سابق من ذلك العام. 
في عام 1904، أنشأت HIAS مكتبًا رسميًا في جزيرة إليس، وهي التي كانت تعد نقطة الوصول الرئيسية للمهاجرين الأوروبيين إلى الولايات المتحدة في ذلك الوقت.   
في عام 1891، تم طرد السكان اليهود في موسكو وسانت بطرسبرغ وكييف وجاء العديد منهم إلى أمريكا؛  ابتداءً من عام 1892، كانت جزيرة إليس هي نقطة الدخول لمعظم هؤلاء الوافدين الجدد. وفي نصف القرن الذي أعقب إنشاء مكتب رسمي لجزيرة إليس في عام 1904، ساعدت جمعية HIAS أكثر من 100 ألف مهاجر يهودي.

### إجلاء اليهود من الشرق الأوسط؛ هنغاريا؛ كوبا؛ تشيكوسلوفاكيا؛ بولندا؛ أثيوبيا
منذ عام 1950، عكست أنشطة جمعية HIAS الأحداث العالمية بشكل وثيق. في عام 1956، ساعدت الجمعية في نقل اليهود الفارين من الغزو السوفييتي للمجر، وإجلاء الجالية اليهودية في مصر بعد العدوان الثلاثي .
وأثناء الثورة الكوبية، أنشأت جمعية HIAS عملياتها في ميامي لنقل يهود كوبا.
أثناء ستينيات القرن العشرين، أجلت الجمعية اليهودية المواطنين اليهود من الجزائر، وتونس، وليبيا، ورتبت مع ملك المغرب الحسن الثاني لإجلاء الجالية اليهودية الضخمة في بلاده إلى فرنسا، ثم إلى إسرائيل في نهاية المطاف.
في عام 1977، ساعدت الجمعية في إجلاء يهود إثيوبيا، عبر نقل جوي إلى إسرائيل.
وبالتنسيق الوثيق مع إسرائيل، لعبت الجمعية دورًا مركزيًا في إجلاء اليهود من سوريا ولبنان إيران.

## أرشيفات HIAS
بعض سجلات HIAS من عام 1900 إلى عام 1970 يحتفظ بها حاليًا معهد YIVO للأبحاث اليهودية وهي متاحة للبحث. و الجمعية التاريخية اليهودية الأمريكية (AJHS) وتجري معالجتها حاليًا.   يمتد الجزء الأكبر من هذه السجلات من أواخر الأربعينيات إلى التسعينيات ولكن بعض السجلات (مثل محاضر اجتماعات مجلس الإدارة) تعود إلى عام 1912. وستكون هذه السجلات متاحة للبحث في أواخر عام 2018. 

## روابط خارجية
- الموقع الرسمي لـ HIAS
- موقع مساعدة HIAS
- مشروع معالجة أرشيفية السجلات المؤسسية للجمعية التاريخية اليهودية الأمريكية HIAS نسخة محفوظة 15 يونيو 2022 على موقع واي باك مشين.
  - على جبهة الإنقاذ: مدونة معالجة أرشيف HIAS التابعة لـ AJHS

1. ↑  Up to 2013, HIAS's web site gave no founding date but stated that the organization was operating since at least 1891.[5] The site now gives the foundation date of 1881.[4] Lawrence J. Epstein has written that the Hebrew Immigrant Aid Society was founded in 1904;[6] several other sources give a date of 1902.[7][8][9][10] An article in the Chicago Inter Ocean announced the organization's founding in 1881,[1] and بالتيمور صن mentioned the Hebrew Immigrant Aid Society in an article published in 1882.[11] HIAS has reported its date of formation as 1881 on its نموذج 990 ‏ with the دائرة الإيرادات الداخلية.[2]